# Angelonia pilosella
Angelonia pilosella är en grobladsväxtart som beskrevs av J. Kickx. Angelonia pilosella ingår i släktet Angelonia och familjen grobladsväxter. Inga underarter finns listade i Catalogue of Life.